# British Rail Class 315
British Rail Class 315 - typ elektrycznych zespołów trakcyjnych (EZT) wytwarzanych w latach 1980-1981 przez zakłady BREL w Yorku na zlecenie British Rail. Należy do serii 5 typów EZT, zaprojektowanych w 1972 z myślą o obsłudze tras podmiejskich w największych aglomeracjach (pozostałe to Class 313, Class 314, Class 507 i Class 508). Łącznie zbudowano 61 zespołów tego typu.
Obecnie wszystkie eksploatowane są przez firmę National Express East Anglia, który używa ich do obsługi tras podmiejskich i regionalnych na terenie wschodniej Anglii.

## Linki zewnętrzne

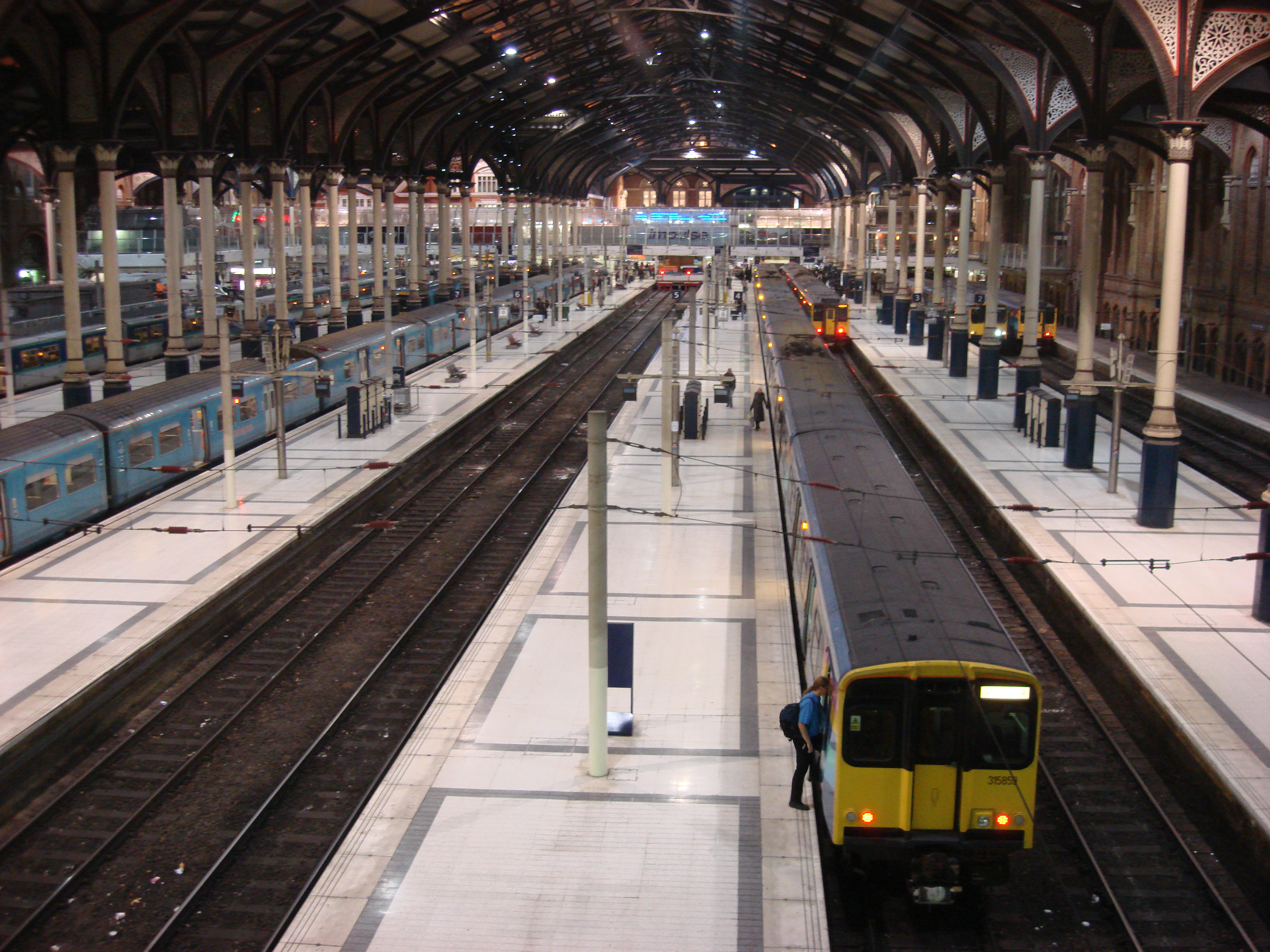
Pociąg widziany z góry (po prawej)